# Patrick Bussler
Patrick Bussler (Monaco di Baviera, 1º giugno 1984) è un ex snowboarder tedesco.

## Palmarès

### Mondiali
- 1 medaglia:
  - 1 bronzo (slalom parallelo a Gangwon 2009)

### Coppa del Mondo
- Miglior piazzamento nella Coppa del Mondo di parallelo: 6º nel 2010
- Miglior piazzamento nella Coppa del Mondo di slalom parallelo: 7º nel 2015
- Miglior piazzamento nella Coppa del Mondo di slalom gigante parallelo: 10º nel 2016
- 4 podi:
  - 1 secondo posto
  - 3 terzi posti